# Estoloides basigranulata
Estoloides basigranulata är en skalbaggsart som beskrevs av Stefan von Breuning 1943. Estoloides basigranulata ingår i släktet Estoloides och familjen långhorningar.
Artens utbredningsområde är Costa Rica. Inga underarter finns listade i Catalogue of Life.